# Leiosolenus kuehnelti
Leiosolenus kuehnelti is een tweekleppigensoort uit de familie van de Mytilidae. De wetenschappelijke naam van de soort is voor het eerst geldig gepubliceerd in 1977 door Kleemann.